# Chiricahua nationalmonument

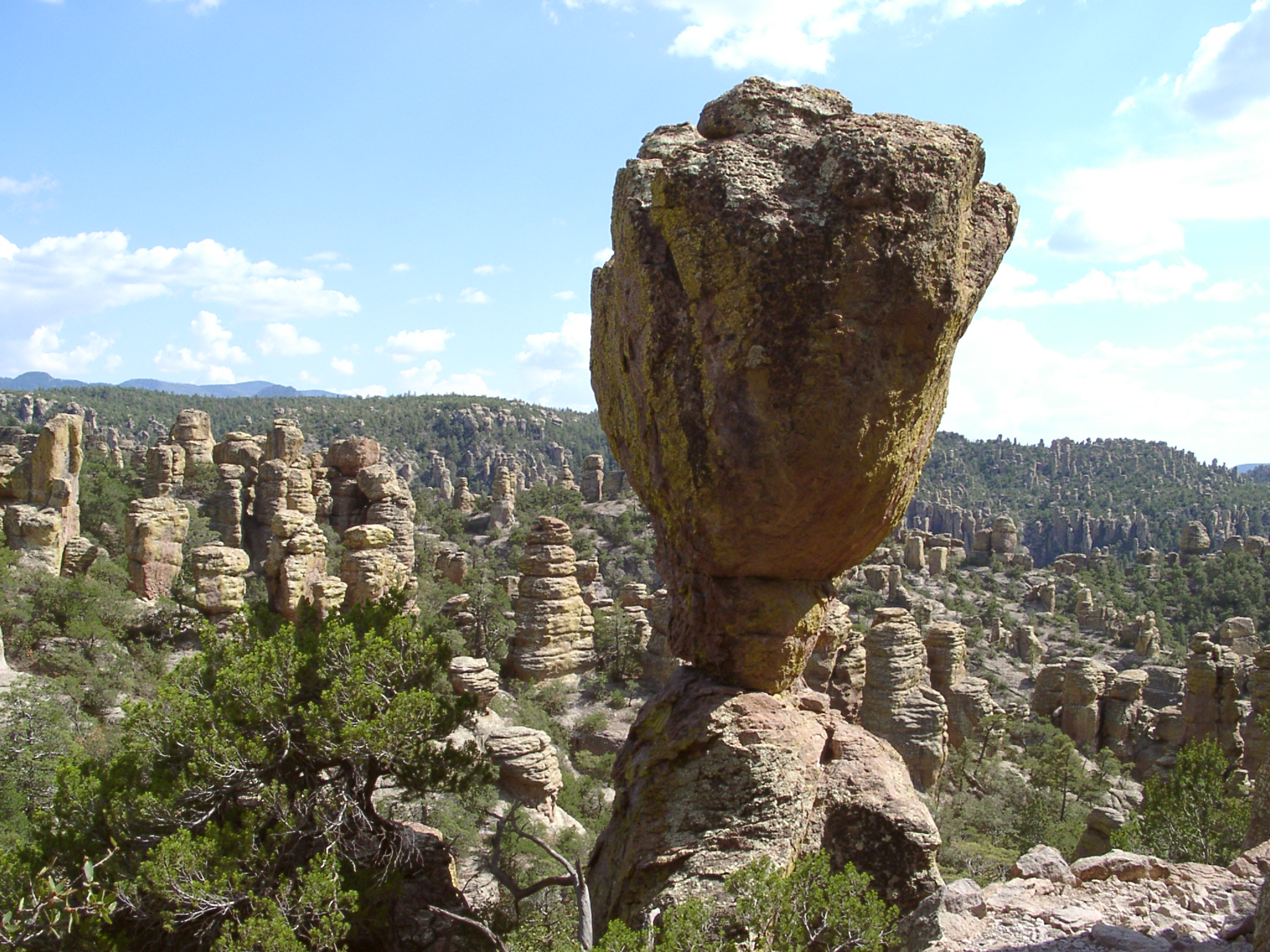
Chiricahua nationalmonument

Chiricahua nationalmonument ligger i Cochise County i delstaten Arizona i USA. Området består av en skog av stenpelare. Pelarna är vad som är kvar av 27 miljoner år gammal vulkanaska.